# المنيل (الدقهلية)
قرية المنيل هي إحدى القرى التابعة لمركز طلخا في محافظة الدقهلية في جمهورية مصر العربية. حسب إحصاءات سنة 2006، بلغ إجمالي السكان في المنيل 8436 نسمة، منهم 4314 رجل و4122 امرأة.

## التاريخ
قرية المنيل من القرى القديمة، حيث وردت باسم «تل المغاربة» في أعمال الغربية ضمن قرى الروك الناصري التي أحصاها ابن الجيعان في كتاب «التحفة السنية بأسماء البلاد المصرية». وفي العصر العثماني وردت باسم «منيل المغاربة» في التربيع العثماني الذي أجراه الوالي العثماني سليمان باشا الخادم في عصر السلطان العثماني سليمان القانوني ضمن قرى ولاية الغربية، وفي تاريخ 1228هـ/1813م الذي عدّ قرى مصر بعد المسح الذي قام به محمد علي باشا باسم «كفر المنيل» وهي «منيل المغاربة» ضمن قرى مديرية الغربية. اختصر الاسم إلى «المنيل» سنة 1259هـ/1843م.